# 山口辰也

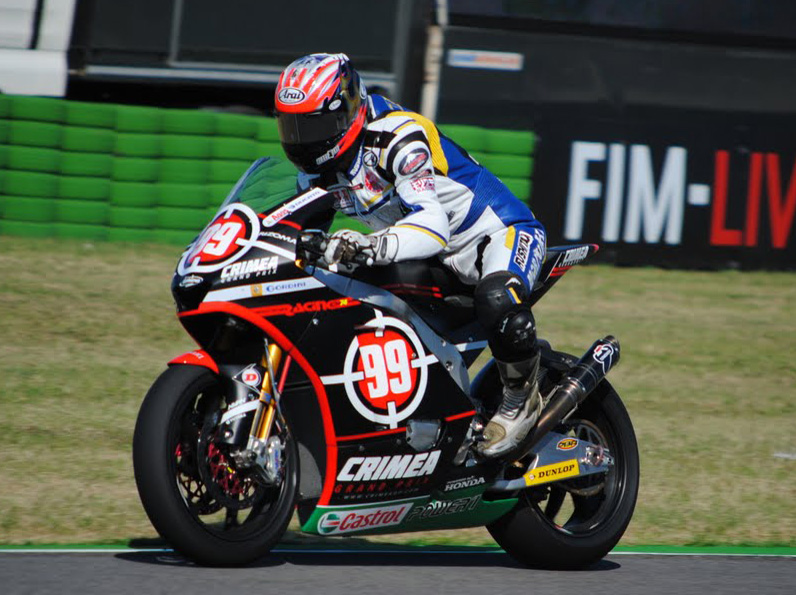
2010年 Moto2クラスに代役参戦したサンマリノGPにて

山口 辰也（やまぐち たつや、1976年2月11日 - ）は、埼玉県志木市出身のモーターサイクル・ロードレースレーサー。埼玉県立和光高等学校卒業。

## 略歴
2002年全日本ロードレース選手権JSB1000クラスチャンピオン。
2009年までホンダのワークスライダーとしてJSB1000クラスに参戦を続けてきたが、ホンダ側の「若手にチャンスを与えたい」との意向から同年限りでワークス契約を打ち切られた。
2010年はプライベーターとしてST600クラスとJ-GP2クラスにダブルエントリー。所属のモリワキクラブからエンジンメンテナンスの支援を受け、同年のST600クラスチャンピオンを獲得。J-GP2クラスではマシンの準備が間に合わず開幕戦を欠場しながらも、最終的にシリーズランキング2位に食い込んだ。同年のロードレース世界選手権（MotoGP）・サンマリノGPでは、怪我のライダーの代役として急遽Moto2クラスにスポット参戦も果たしている（決勝25位）。
2011年もST600クラスとJ-GP2クラスにダブルエントリーし、ST600クラス2年連続シリーズチャンピオンを獲得。J-GP2はシリーズランキング4位。

## 戦績
- 1994年 - モトチャンプ杯 SP12エキスパート シリーズチャンピオン (11連勝)
モトチャンプ杯 S80 シリーズチャンピオン
- 1995年 - 関東選手権 SP250	ランキング4位
- 1996年 - 関東選手権 GP125 シリーズチャンピオン
筑波選手権 GP125 シリーズチャンピオン
筑波選手権 SP250 ランキング3位
- 1997年 - 全日本ロードレース選手権 GP250 ランキング14位
- 1998年 - 全日本ロードレース選手権 GP250 ランキング5位
- 1999年 - ロードレース世界選手権 250cc 決勝6位
全日本ロードレース選手権 GP250	ランキング7位
- 2000年 - 全日本ロードレース選手権	スーパーバイク ランキング8位
- 2001年 - 全日本ロードレース選手権	スーパーバイク ランキング6位
- 2002年 - 全日本ロードレース選手権	スーパーバイク ランキング6位
全日本ロードレース選手権 JSB1000シリーズチャンピオン
　　-全日本ロードレース選手権	 ST600ランキング5位
- 2003年 - 全日本ロードレース選手権 JSB1000	ランキング4位
- 2004年 - 全日本ロードレース選手権	JSB1000	ランキング2位
- 2005年 - 全日本ロードレース選手権	JSB1000	ランキング2位
- 2006年 - 全日本ロードレース選手権	JSB1000	ランキング3位
- 2007年 - 全日本ロードレース選手権	JSB1000	ランキング7位
- 2008年 - 全日本ロードレース選手権 JSB1000	ランキング4位
- 2009年 - 全日本ロードレース選手権 JSB1000	ランキング3位
- 2010年 - 全日本ロードレース選手権 ST600 シリーズチャンピオン
全日本ロードレース選手権 J-GP2 ランキング2位
- 2010年    ロードレース世界選手権Moto2クラス第12戦に参戦し25位 グレシーニ・レーシングMoto2 モリワキ・MD600
- 2011年 - 全日本ロードレース選手権 ST600 シリーズチャンピオン
全日本ロードレース選手権 J-GP2 ランキング4位
- 2012年 - 全日本ロードレース選手権JSB1000ランキング3位 TOHO Racing with MORIWAKI ホンダ・CBR1000RR
- 2013年 - 全日本ロードレース選手権JSB1000ランキング5位 TOHO Racing with MORIWAKI ホンダ・CBR1000RR
- 2014年 - 全日本ロードレース選手権JSB1000ランキング5位 TOHO Racing with MORIWAKI ホンダ・CBR1000RR
- 2015年 - 全日本ロードレース選手権JSB1000ランキング6位 TOHO Racing with MORIWAKI ホンダ・CBR1000RR

### 鈴鹿8時間耐久ロードレース
| 開催年 | バイク              | チーム                                | パートナー                                  | 総合順位 |
| ------ | ------------------- | ------------------------------------- | ------------------------------------------- | -------- |
| 2001年 | ホンダ・VTR1000 SPW | チーム桜井ホンダ                      | 武田雄一                                    | 6位      |
| 2003年 | ホンダ・CBR954RR    | MASKED RIDER 555 Honda                | 高橋裕紀                                    | 10位     |
| 2004年 | ホンダ・CBR1000RR   | MASKED RIDER BLADE Honda              | 徳留和樹                                    | 4位      |
| 2005年 | ホンダ・CBR1000RR   | MASKED RIDER Hibiki Honda Racing Team | 徳留和樹                                    | 5位      |
| 2006年 | ホンダ・CBR1000RR   | MASKED RIDER Kabuto Honda DREAM RT    | 徳留和樹                                    | 6位      |
| 2007年 | ホンダ・CBR1000RR   | モリワキMOTULレーシング               | レオン・キャミア                            | 5位      |
| 2008年 | ホンダ・CBR1000RR   | モリワキMOTULレーシング               | カル・クラッチロー/ジェイソン・オハローラン | 6位      |
| 2009年 | ホンダ・CBR1000RR   | MuSASHi RT HARC-PRO.                  | 安田毅史/小西良輝                           | 43位     |
| 2012年 | ホンダ・CBR1000RR   | TOHO Racing with MORIWAKI             | 高橋裕紀/手島雄介                           | 2位      |
| 2013年 | ホンダ・CBR1000RR   | TOHO Racing with MORIWAKI             | 伊藤真一/渡辺一馬                           | 7位      |
| 2014年 | ホンダ・CBR1000RR   | TOHO Racing with MORIWAKI             | 國川浩道/小林龍太                           | 5位      |
| 2015年 | ホンダ・CBR1000RR   | TOHO Racing with MORIWAKI             | トニ・エリアス/ラタパー・ウィライロー       | 14位     |
| 2016年 | ホンダ・CBR1000RR   | TOHO Racing                           | 行村和樹/邱科龍                             | 11位     |